# Magyar Emberi Jogok Alapítvány
A Magyar Emberi Jogok Alapítvány (angolul Hungarian Human Rights Foundation – HHRF) 1976-ban alapított amerikai magyar civilszervezet, amelynek célja a Kárpát-medence Magyarországgal szomszédos államaiban élő magyarok emberi jogi helyzetének folyamatos figyelése. Irodája van New Yorkban, Budapesten és Kolozsváron. Egyik alapítója és elnöke Hámos László volt.

## Tevékenysége
Az alapítvány a következő tevékenységeket folytatja:

### Felügyelet, kutatás és elemzés
Rendszeresen gyűjti, elemzi és angolra fordítja a határon túli magyarokkal szembeni jogsértéseket. Ezek alapján jelentéseket készít az amerikai képviselőház és szenátus tagjainak, más emberjogi szervezeteknek.
1989 előtt sikeresen lobbizott az erdélyi magyarokért, az amerikai vámkedvezmény Romániának való évenkénti odaítélésért  sikerült kiharcolni bizonyos jogokat, amikor pedig már semmit sem tehetett, elérte, hogy 1987-ben Románia már nem kapta meg ezt a kedvezményt. 1989 után pedig a magyar közösségektől és egyházaktól a kommunista rezsimek által elkobzott ingatlanok  visszaszolgáltatásért harcolt. Minderről az Egyesült Államok külügyminisztériumát is rendszerint tájékoztatta.

### Információszolgáltatás, kiadványok, előadások
A határon túli magyarok helyzetéről való hiteles tájékoztatás érdekében Észak-Amerika-szerte előadásokat és emberi jogi szemináriumokat szervez. Több  könyvet adott ki angolul, magyarul és románul, valamint információforrásként szolgál a sajtó  és számos emberi jogi szervezet számára (pl. Amnesty International, Human Rights Watch, Freedom House, Minority Rights Group, International Human Rights Law Group, UN Commission on Human Rights, International Labour Organization, az Európai Parlament és az Európa Tanács). 1990 után rendszeresen szervez látogatást az Egyesült Államokba és Kanadába határon túli magyar vezetők számára.

### Képviselet belföldi és külföldi fórumokon
Az alapítvány munkatársai rendszeresen részt vesznek amerikai és nemzetközi emberi jogi konferenciákon, találkozókon. 1976 és 1986 között az alapítvány több mint ezer oldalnyi írott tanúvallomást küldött az amerikai kongresszus bizottságainak, azok ülésein pedig 27 szóbeli vallomás hangzott el a romániai kommunista rezsim magyarokkal szembeni visszaéléseiről. 
1980-tól kezdődően pedig a Helsinki Bizottság kilenc ülésén számolt be a határon túli magyarok helyzetéről.

### A kisebbségi kultúra és civil szervezetek támogatása
Határon túli kisebbségi kulturális és oktatási intézményeket anyagilag is támogat, gyűjtést szervezve számukra. 1990 óta több mint 150 ezer dollárral támogatott különféle közép-európai kezdeményezést. A Sapientia Erdélyi Magyar Tudományegyetem létrejöttét is 22 ezer dollárral támogatta.

### Ösztöndíj és csereprogram
1984 óta az alapítvány több mint félszáz ösztöndíjasnak adott lehetőséget, hogy a nemzetközi kisebbségvédelem területén továbbképezze magát. Az ösztöndíjasok 3-6 hónapot tölthettek Budapesten, majd 6-12 hónapot New Yorkban, azután  visszatértek hazájukba. Együttműködésben a Magyar-Amerikai Vállalkozási Ösztöndíjalappal (Hungarian American Enterprise Scholarship Fund – HAESF) New York-i tanulmányokra és gyakorlatra is adott  ösztöndíjakat.

## Elnökök
- Hámos László, 1976–2019
- Szekeres Zsolt, 2019–[1]